# ラディコーファニ
ラディコーファニ (伊: Radicofani) は、イタリア共和国トスカーナ州シエーナ県にある、人口約1,100人の基礎自治体（コムーネ）。

## 地理

### 位置・広がり

#### 隣接コムーネ
隣接するコムーネは以下の通り。
- アッバディーア・サン・サルヴァトーレ
- カスティリオーネ・ドルチャ
- ピエンツァ
- サン・カシャーノ・デイ・バーニ
- サルテアーノ

### 気候分類・地震分類
ラディコーファニにおけるイタリアの気候分類 (it) および度日は、zona E, 2648 GGである。
また、イタリアの地震リスク階級 (it) では、zona 2 (sismicità media) に分類される。